# Роберж, Калина
Калина Роберж (фр. Kalyna Roberge; род. 1 октября 1986, Сан-Этьен-де-Лазон, провинция Квебек, Канада) — канадская конькобежка, специализирующаяся в шорт-треке, призёр Олимпийских игр 2006 и Олимпийских игр 2010 годов, двукратная чемпионка мира.

## Биография
Калина Роберж начала кататься на коньках в возрасте 7-ми лет, потому что ее два брата занимались конькобежным спортом и шорт-треком. Она выступала за клуб CPV Lévis и тренировалась под руководством Себастьяна Кро и Джеффри Шолтена и участвовала в международных чемпионатах с 2002 года. На чемпионате мира среди юниоров в 2004 году была 8-й в многоборье и достигла своего лучшего индивидуального результата, заняв четвертое место на дистанции 500 м. 
На чемпионате мира среди юниоров в Белграде в 2005 году, победила на дистанции 500 м, на дистанции 1000 м она выиграла серебро, в многоборье и в эстафете взяла бронзу. В марте дебютировала на чемпионате мира в Пекине и сразу выиграла в эстафете золотую медаль, тогда на командном чемпионате мира в Чхунчхоне помогла команде выиграть бронзовую медаль.
В октябре 2005 года на Кубке мира в Сеуле заняла третье место в беге на 500 м, продолжила ещё двумя третьими местами 500-метровки в ноябре на этапах в Бормио и Гааге, а также была на трех подиумах в эстафете, включая свою первую победу. В феврале Роберж участвовала на Олимпийских играх в Турине заняла 4-е место в финале дистанции 500 м и завоевала серебро в составе эстафетной команды.
На чемпионате мира в Миннеаполисе она завоевала бронзовую медаль в многоборье, а также на дистанциях 500 и 1000 м, а в эстафете - серебро. На командном чемпионате мира в Монреале также заняла третье место. В декабре 2006 года на Кубке мира в Сагенее заняла 2-е место на 500 м и 1-е на 1000 м, а в Монреале выиграла в беге на 500 м. Кроме того, в эстафете она получила еще два призовых места.
В марте 2007 года на чемпионате мира в Милане выиграла бег на 500 м и, таким образом, получила свой единственный титул чемпиона мира в индивидуальной гонке. В многоборье и в эстафете она также завоевала бронзу, как и на командном чемпионате мира в Будапеште. В сезоне 2007/08 она поднялась ещё на шесть подиумов Кубка мира. 
На чемпионате мира в Канныне, в 2008 завоевала бронзу на дистанциях 500 и 1000 метров. В многоборье она заняла четвертое место. Роберж снова завоевала бронзу на командном чемпионате мира в Харбине. Сезон 2008/09 был менее успешным для неё. Она выиграла бронзу в эстафете на чемпионате мира в Вене, но на командном чемпионате мира в Херенвене она была четвертой с партнёршами. 
В сезоне 2009/10 Роберж поднялась еще на три подиума в эстафете и еще два на дистанции 500 метров в Сеуле и Маркетте. На вторых Олимпийские игры в Ванкувере она вышла в полуфинал на дистанциях 500 м и 1000 м и финишировала шестой и пятой. На дистанции 1500 м она была 13-й, но в эстафете снова смогла завоевать серебряную медаль. На чемпионате мира в Софии в эстафете и на командном чемпионате мира в Бормио завоевала серебряные медали.
После игр Роберж решила уйти из спорта и продолжить учёбу в Университете, а также тренировала  детей. В сезоне 2011/12 годов вернулась в сборную Канады.